# Sergio Escudero (ur. 1964)
Sergio Escudero (ur. 10 lutego 1964) – japoński piłkarz występujący na pozycji pomocnika.

## Kariera piłkarska
Od 1984 do 1992 roku występował w Vélez Sarsfield, Chacarita Juniors, Granada CF, Atlanta i Urawa Reds.